# Фріц Губерт Грезер
Фріц Губерт Грезер (нім. Fritz-Hubert Gräser; нар. 3 листопада 1888, Франкфурт-на-Одері — пом. 4 жовтня 1960, Геттінген) — німецький воєначальник, генерал танкових військ (1944) Сухопутних військ нацистської Німеччини. Учасник Першої та Другої світових війн, один з 160 кавалерів Лицарського хреста з Дубовим листям та мечами (1945). За часів Другої світової війни командував танковими корпусами та танковою армією.

## Біографія
Фріц Губерт Грезер народився 3 листопада 1888 у Франкфурті-на-Одері, в родині прусського гауптмана Ернста Грезера, який дослужився за часів Першої світової війни до чину генерал-лейтенанта і командира 41-ї піхотної дивізії імперської армії Німеччини.
Військова кар'єра
- 28 лютого 1907 — фенрих
- 27 січня 1908 — лейтенант
- 8 листопада 1914 — оберлейтенант
- 18 грудня 1915 — гауптман

---
- 1 травня 1934 — майор
- 1 березня 1936 — оберстлейтенант
- 1 жовтня 1938 — оберст
- 1 жовтня 1941 — генерал-майор
- 15 травня 1943 — генерал-лейтенант
- 1 вересня 1944 — генерал танкових військ

Військову службу розпочав у дитинстві, вступив до кадетської школи, а звідси до кадетського корпусу Грос-Ліхтерфельд у Потсдамі, після закінчення якого 28 лютого 1907 відправлений для проходження служби фенрихом до 12-го Бранденбурзького гренадерського полку «Принц Карл Прусський» (2-й Бранденбурзький) до свого рідного міста.
27 січня 1908, на день народження німецького кайзера, отримав перше офіцерське звання лейтенанта. 1 листопада 1912 призначений ад'ютантом свого полку, на цій посаді перебував до початку Першої світової війни. З серпня 1914 у складі фузилерного батальйону б'ється на Західному фронті.
Фріц Губерт Грезер, молодим офіцером брав участь майже у всіх перших великих битвах на Західному фронті 1914 року, а згодом і на Східному. Був першим військовим 12-го гренадерського полку, хто у серпні 1914 отримав Залізний хрест ІІ класу, а вже 8 жовтня 1914 — Залізний Хрест першого класу. Неодноразово демонстрував на полі бою хоробрість та сміливість, вів своїх солдатів у бій.
16 вересня 1915 Грезер прийняв командування 9-ї піхотної роти у своєму полку. Під час бою 29 вересня командиром роти він був важко поранений пострілом в голову і провів наступні роки в лікарні. 18 грудня 1915 підвищений у гауптмани. Після одужання, продовжив службу у штабі групи армій генерала Макензена у відділі з підготовки персоналу, де начальник штабу, на той час оберст, Ганс фон Зект, був ідеальним учителем для нього.
З переведенням фон Секта — тепер уже генерал-майора — на Східний театр воєнних дій, начальником штабу при австрійському ерцгерцогові Карлі (згодом імператорі Австрії), той узяв із собою дуже перспективного молодого гауптмана Грезера, який майже два цілих роки служив під керівництвом фон Секта.
Закінчення світової війни зустрів на посаді начальника оперативного відділу 1-ї резервної дивізії.
У післявоєнний час, Ф.Грезер нетривалий період служив у німецькому Генеральному штабі, з 21 липня 1919 — Головному штабу, під командуванням Ганса фон Секта, потім у прикордонній охороні Веймарської республіки. 21 січня 1920 звільнився з армії.
1 травня 1934 року Грезер повернувся до лав збройних сил Німеччини, з отриманням чергового звання майор. Пройшов з 17 липня по 14 вересня 1934 навчальний курс для офіцерів у Дальгов-Деберіц, 1 жовтня 1934 отримав призначення на посаду командира 1-го батальйону піхотного полку в Цюлліхау. 1 квітня 1936 отримав звання оберст-лейтенанта й два з половиною роки по тому — оберста.
Перед початком Другої світової війни, 26 серпня 1939 року, Фріц Губерт Грезер призначений командиром 29-го піхотного полку, на чолі якого бився у Польській та Французькій кампаніях. Літом 1941 року зі своїм полком вторгається на територію Радянського Союзу, веде бої у Прибалтиці. 11 липня 1941 отримав важке поранення й відправлений на лікування до шпиталю. В госпіталі оберстові ампутували ліву ногу, важку травму отримало праве коліно; після операції тривалий час він перебував на реабілітації та згодом його зарахували до резерву фюрера.
1 жовтня 1941 підвищений у званні до генерал-майора. 1 березня 1943 був призначений командиром 3-ї панцергренадерської дивізії, що формувалася замість розгромленої 3-ї моторизованої дивізії. Дивізія Грезера, після завершення доукомплектування у Франції, відправлена до Італії, де формування билося в боях біля Салерно, на лінії Вольтурно, за Монте-Кассіно і в Неттуно. 15 травня 1943 підвищений у званні в генерал-лейтенанти. За видатні заслуги у зриві наступу військ союзників на Рим, 26 червня 1944 Грезер став 517-м військовим Вермахту, удостоєним дубових листів до Лицарського хреста.
Ф.Грезер командував дивізію до 31 травня 1944 року, згодом переведений до резерву ОКХ. З 12 по 27 червня 1944 пройшов кваліфікаційні курси генералів-командувачів (нім. Kommandierender General) у Хіршберзі. 28 червня 1944 року він призначається тимчасово командиром XXIV танкового корпусу, на чолі якого веде бої в Західній Україні та Карпатах. Пізніше, 20 серпня 1944, призначений командиром іншого — XLVIII танкового корпусу.
На посаді комкора отримав звання генерала танкових військ. 21 вересня 1944 йому довірене керівництво 4-ю танковою армією, що б'ється на Східному фронті до кінця війни. Бої в Польщі, потім у Німеччині, Чехословаччині.
8 травня 1945 генерал танкових військ Ф.Грезер нагороджений мечами (№ 154) до Лицарського хреста з дубовим листям.
Після підписання акту беззастережної капітуляції Німеччиною, із залишками своєї армії проривається на захід, де здається американській армії в полон, з якого він вийшов у червні 1947.
По звільненню з американського полону якісь час жив спочатку в Райт-ім-Вінкль, потім переїхав до Геттінген. Там Фріц Губерт Грезер помер 4 жовтня 1960 у віці 72 років. Поховання з військовими почестями проведене 7 жовтня 1960 року.

## Нагороди
- Залізний хрест
  - 2-го класу (16 вересня 1914)
  - 1-го класу (9 жовтня 1914)
- Орден «За заслуги» (Баварія) 4-го класу з мечами
- Хрест «За військові заслуги» (Австро-Угорщина) 3-го класу з військовою відзнакою
- Нагрудний знак «За поранення» в чорному
- Почесний хрест ветерана війни з мечами
- Медаль «За вислугу років у Вермахті» 4-го, 3-го і 2-го класу (18 років)
- Застібка до Залізного хреста
  - 2-го класу (24 вересня 1939)
  - 1-го класу (23 жовтня 1939)
- Штурмовий піхотний знак в бронзі та сріблі
- Лицарський хрест Залізного хреста з дубовим листям і мечами
  - лицарський хрест (19 липня 1940)
  - дубове листя (№ 517; 26 червня 1944)
  - мечі (№ 154; 8 травня 1945)
- Нагрудний знак «За поранення»
  - в сріблі (28 липня 1941)
  - в золоті (30 квітня 1945)
- Сертифікат Пошани Головнокомандувача Сухопутних військ Вермахту (30 липня 1941)
- Німецький хрест в золоті (8 лютого 1942)
- Відзначений у Вермахтберіхт (9 вересня 1944)